# Liste der Biografien/Albi
Liste der Biografien |
Portal Biografien |
Personensuche
# |
A |
B |
C |
D |
E |
F |
G |
H |
I |
J |
K |
L |
M |
N |
O |
P |
Q |
R |
S |
T |
U |
V |
W |
X |
Y |
Z |
?
 
Aa |
Ab |
Ac |
Ad |
Ae |
Af |
Ag |
Ah |
Ai |
Aj |
Ak |
Al |
Am |
An |
Ao |
Ap |
Aq |
Ar |
As |
At |
Au |
Av |
Aw |
Ax |
Ay |
Az
 
Ala |
Alb |
Alc |
Ald |
Ale |
Alf |
Alg |
Alh |
Ali |
Alj |
Alk |
All |
Alm |
Aln |
Alo |
Alp |
Alq |
Alr |
Als |
Alt |
Alu |
Alv |
Alw |
Alx |
Aly |
Alz
 
Alba |
Albe |
Albh |
Albi |
Albl |
Albo |
Albr |
Albs |
Albu |
Alby
Die Liste der Biografien führt alle Personen auf, die in der deutschsprachigen Wikipedia einen Artikel haben. Dieses ist eine Teilliste mit 113 Einträgen von Personen, deren Namen mit den Buchstaben „Albi“ beginnt.

## Albi
- Albi (* 1996), deutscher Rapper kosovo-albanischer Herkunft

### Albia
- Albia Domnica, Frau des römischen Kaisers Valens (364–378)
- Albiach, Anne-Marie (1937–2012), französische Schriftstellerin und Übersetzerin

### Albic
- Albicastro, Henrico († 1730), deutscher Komponist
- Albich, Siegmund († 1427), Erzbischof von Prag, Mediziner und Leibarzt am böhmischen Königshof
- Albicker, Heinz (* 1950), Schweizer Politiker
- Albicocco, Jean-Gabriel (1936–2001), französischer Filmregisseur
- Albicy, Andrew (* 1990), französischer Basketballspieler

### Albie
- Albié, Audrey (* 1994), französische Tennisspielerin
- Albien, Walter (1879–1964), deutscher Tierarzt
- Albietz, Karl (1863–1939), deutscher Müller, Landwirt und Politiker
- Albiez, Ernst (1892–1959), deutscher Landwirt
- Albiez, Johann (1654–1727), deutscher Landwirt und Salpetersieder
- Albiez, Konrad (1806–1877), deutscher Orgelbauer
- Albiez, Marie Frieda (1876–1922), Schweizer Gründerin einer katholischen Organisation
- Albiez, Thomas (* 1957), deutscher Automobilkonstrukteur
- Albiez, Winfried (1938–1984), deutscher Orgelbauer
- Albiez-Wieck, Sarah (* 1981), deutsche Ethnologin und Historikerin

### Albig
- Albig, Christoph (* 1924), deutscher Fußballspieler
- Albig, Johannes (* 1983), deutscher Politiker (Bündnis 90/Die Grünen), Staatssekretär
- Albig, Jörg-Uwe (* 1960), deutscher Schriftsteller und Journalist
- Albig, Torsten (* 1963), deutscher Politiker (SPD), Oberbürgermeister von Kiel, MdL und MinisterpräsidentTorsten Albig (* 1963)

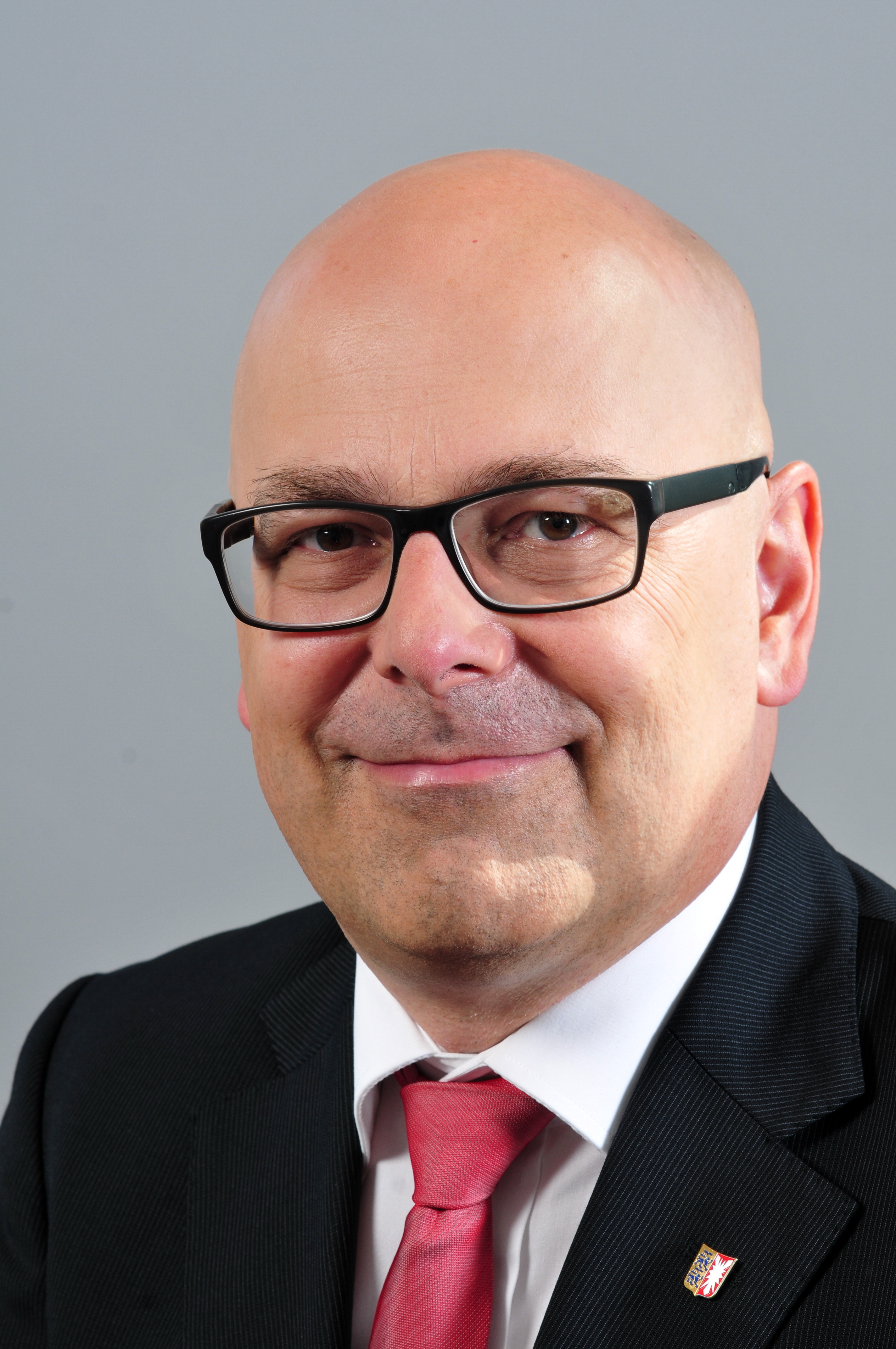
Torsten Albig (* 1963)

- Albignac de Castelnau, Philippe-François d’ (1742–1814), Bischof von Angoulême, Mitglied der französischen verfassunggebenden Nationalversammlung
- Albignac, Louis Alexandre d’ (1739–1825), französischer General
- Albignac, Philippe François Maurice d’ (1775–1824), französischer Militär

### Albij
- Albijew, Islambek Said-Zilimowitsch (* 1988), russischer Ringer

### Albik
- Albiker, Karl (1878–1961), deutscher Bildhauer, Lithograf und Hochschullehrer

### Albin
- Albin († 1269), schottischer Geistlicher
- Albin von Angers († 550), katholischer Bischof von Angers und Heiliger der katholischen Kirche
- Albin von Helfenburg, Thomas († 1575), Bischof von Olmütz
- Albin, Adolf (1848–1920), rumänischer Schachmeister und -theoretiker
- Albin, Eleazar, britischer Maler und Naturalist
- Albín, Emiliano (* 1989), uruguayischer Fußballspieler
- Albin, Fred (1903–1968), US-amerikanischer Filmtechniker und Effektkünstler
- Albin, Hans (1905–1988), deutscher Schauspieler, Drehbuchautor, Filmregisseur und Filmproduzent
- Albín, Juan Ángel (* 1986), uruguayischer Fußballspieler
- Albin, Roger (1920–2001), französischer Violoncellist, Dirigent und Komponist
- Albin, Silke (* 1969), deutsche Juristin und Staatssekretärin
- Albin, Zbigniew (* 1965), polnischer Radrennfahrer
- Albina Espinoza, Leontina (1925–1998), chilenische Mutter von angeblich 55 Kindern
- Albinati, Edoardo (* 1956), italienischer Schriftsteller
- Albinder, Erik (* 1975), schwedischer Biathlet
- Albineț, Vasile (* 1968), rumänischer Schauspieler und Stuntman
- Albinger, Josef (1911–1995), deutscher Geistlicher, katholischer Pfarrer und entschiedener Gegner des Nationalsozialismus
- Albinger, Philipp (* 1994), deutscher Musikproduzent
- Albini, Abramo (* 1948), italienischer Ruderer
- Albini, Alessandro (1568–1646), italienischer Maler
- Albini, Augusto (1830–1909), Admiral der Italienischen Marine sowie Waffenkonstrukteur
- Albini, Claudio Domenico (1679–1744), italienischer römisch-katholischer Bischof
- Albini, Franco (1905–1977), italienischer Architekt
- Albini, Franz Joseph von (1748–1816), deutscher Politiker und Staatsmann
- Albini, Johann Georg (1624–1679), deutscher Theologe und Dichter
- Albini, Johann Georg, der Jüngere (1659–1714), deutscher Barockdichter
- Albini, Johann von (1716–1796), deutscher Jurist, landgräflicher Kanzleidirektor und Hofrat
- Albini, Karl Dominik (1790–1839), französischer katholischer Priester, Oblate der Makellosen Jungfrau Maria
- Albini, Pierino (1885–1953), italienischer Radrennfahrer
- Albini, Rudolf (1719–1797), deutscher Stuckateur
- Albini, Srećko (1869–1933), kroatischer Komponist, Dirigent und Musikredakteur
- Albini, Steve (1962–2024), US-amerikanischer Musiker, Produzent und PokerspielerSteve Albini (1962–2024)

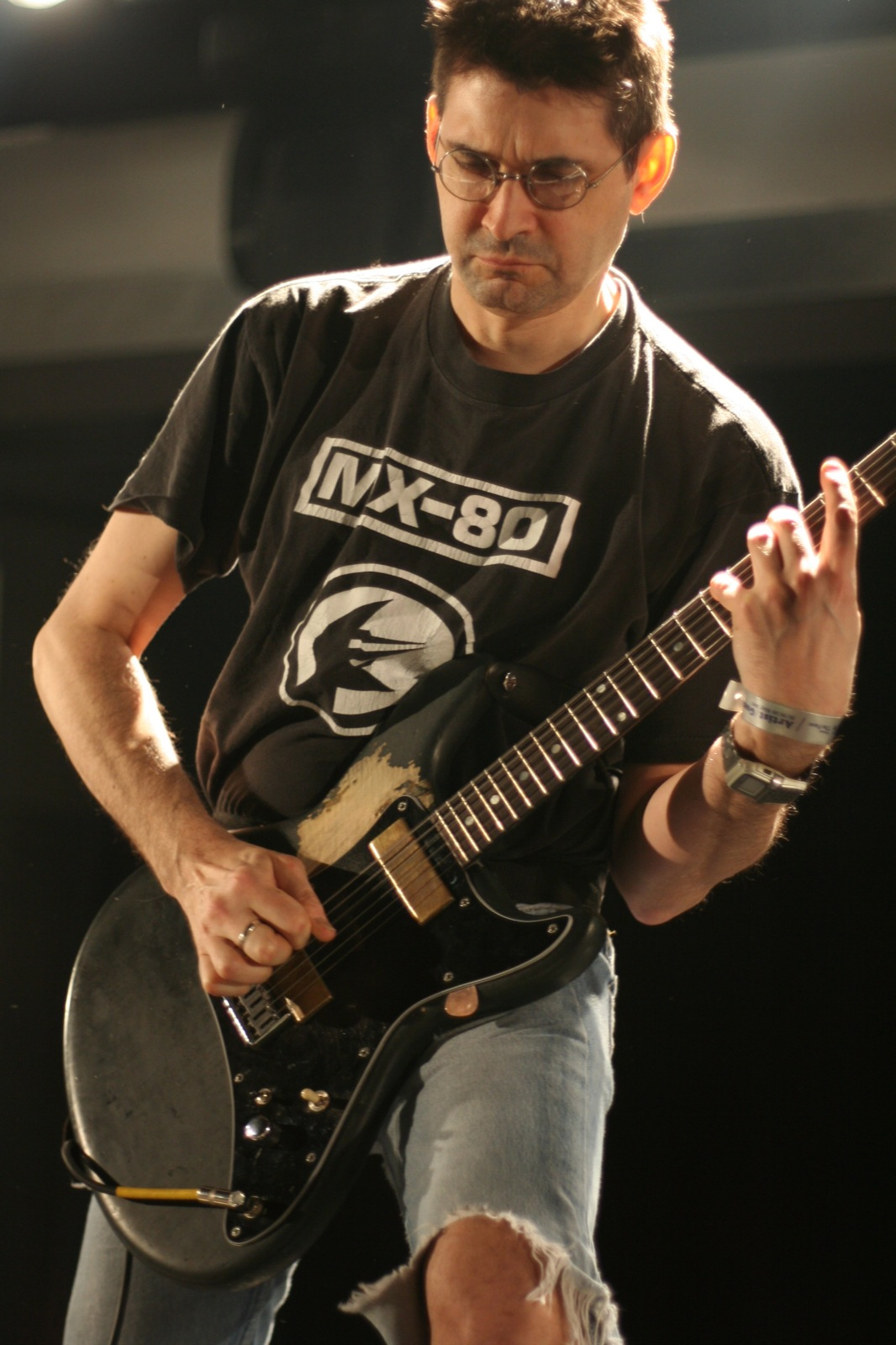
Steve Albini (1962–2024)

- Albinius Saturninus, Lucius, römischer Suffektkonsul
- Albino (* 1974), deutscher Rapper und Tierrechtler
- Albino, Adriana (* 1960), argentinische Wirbeltier-Paläontologin
- Albino, Johnny (1919–2011), puerto-ricanischer Bolerosänger
- Albinoni, Tomaso (1671–1751), italienischer Komponist und Violinist des Barock
- Albinos, antiker griechischer Philosoph
- Albinowska-Minkiewiczowa, Zofia (1886–1972), polnisch-ukrainische Malerin und Grafikerin
- Albiński, Wojciech (1935–2015), polnischer Schriftsteller
- Albinson, George (1897–1975), englischer Fußballspieler
- Albinus, antiker römischer Toreut
- Albinus († 1279), römisch-katholischer Geistlicher
- Albinus, Adrian (1513–1590), deutscher Rechtswissenschaftler
- Albinus, Anna (* 1986), deutsche Schriftstellerin
- Albinus, Bernhard Friedrich (1653–1721), deutscher Mediziner
- Albinus, Bernhard Siegfried (1697–1770), deutscher Mediziner
- Albinus, Christian Bernhard († 1752), deutscher Mediziner
- Albinus, Christian Friedrich Ludwig (1771–1837), deutscher Justizrat und Philanthrop
- Albinus, Daniel (1627–1691), deutscher Theologe
- Albinus, Emil (1868–1944), deutscher Politiker (Wirtschaftspartei)
- Albinus, Frederik Bernard (1715–1778), niederländischer Mediziner
- Albinus, Jens (* 1965), dänischer SchauspielerJens Albinus (* 1965)

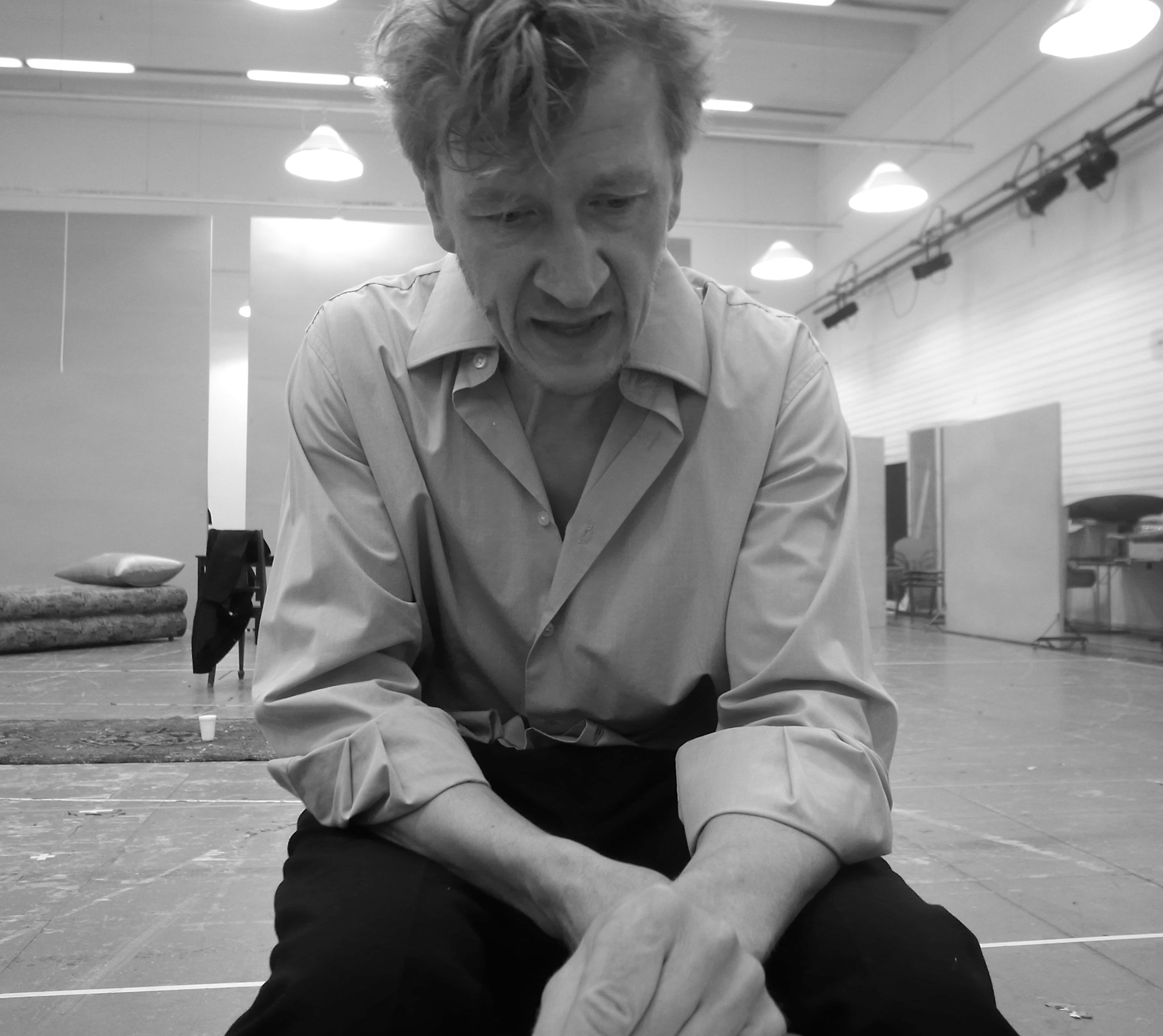
Jens Albinus (* 1965)

- Albinus, Johann Christian (1741–1807), deutscher Beamter
- Albinus, Johann Friedrich († 1797), deutscher Beamter
- Albinus, Johann Gotthilf, deutscher Beamter
- Albinus, Johannes († 1602), deutscher Rechtswissenschaftler
- Albinus, Manon (* 1975), belgische Badmintonspielerin
- Albinus, Michael (1610–1653), Prediger und Poet
- Albinus, Petrus (1543–1598), deutscher Historiker, Heimatforscher und Poet
- Albinus, Ulrich (1909–1988), deutscher Architekt und Kunsthistoriker

### Albio
- Albiol, Marina (* 1982), spanische Politikerin
- Albiol, Raúl (* 1985), spanischer FußballspielerRaúl Albiol (* 1985)

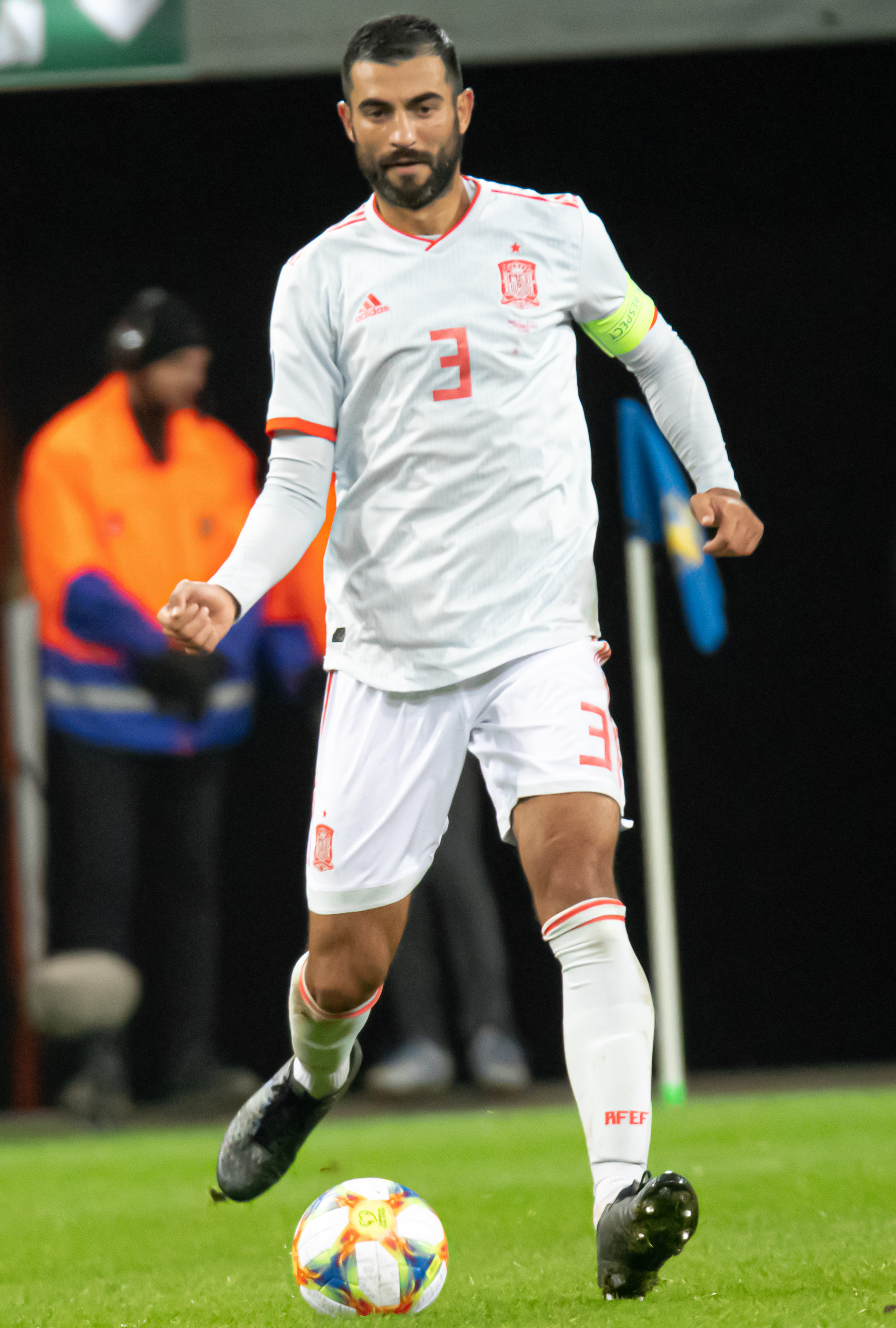
Raúl Albiol (* 1985)

- Albion, antiker griechischer Bildhauer
- Albion, Heerführer der Sachsen zur Zeit Karls des Großen

### Albir
- Albiro, Hartwig (1931–2024), deutscher Regisseur, Schauspieler und Theaterdirektor

### Albis
- Albisetti Pedroni, Manuela, Kinderärztin und Hochschullehrerin
- Albisetti, Giovanni (1937–2020), Schweizer Radrennfahrer
- Albisetti, Natale (1863–1923), Schweizer Bildhauer
- Albisser, Josef (1868–1943), Schweizer Jurist und Politiker (SP)
- Albiston, Arthur (* 1957), schottischer Fußballspieler und -trainer

### Albit
- Albitz, Richard (1876–1954), deutscher Maler
- Albitz, Ruth (* 1924), deutsche Grafik-Designerin

### Albiu
- Albius Pullaienus Pollio, Lucius, römischer Suffektkonsul (90)
- Albius Severus, römischer Offizier (Kaiserzeit)
- Albius, Aulus, antiker römischer Toreut oder Händler
- Albius, Edmond (1829–1880), Erfinder eines praktischen Verfahrens zur manuellen Bestäubung der Gewürzvanille

### Albiz
- Albizi, Luca di Girolamo (1511–1555), Condottiere
- Albizki, Wladimir Alexandrowitsch (1891–1952), sowjetischer Astronom
- Albizu Campos, Pedro (1891–1965), puerto-ricanischer Politiker und Vertreter der Unabhängigkeitsbewegung
- Albizu, Joseba (* 1978), spanischer Radrennfahrer
- Albizuri, Beñat (* 1981), spanischer Radrennfahrer
- Albizzi, Francesco (1593–1684), italienischer Jurist, Diplomat, katholischer Geistlicher und Kardinal
- Albizzi, Piero degli († 1378), Anführer der Guelfen
- Albizzi, Rinaldo degli (1370–1442), Mitglied der Patrizierfamilie Albizzi
- Albizzo di Piero, italienischer Bildhauer und Steinmetz